# Royal Tongan Airlines

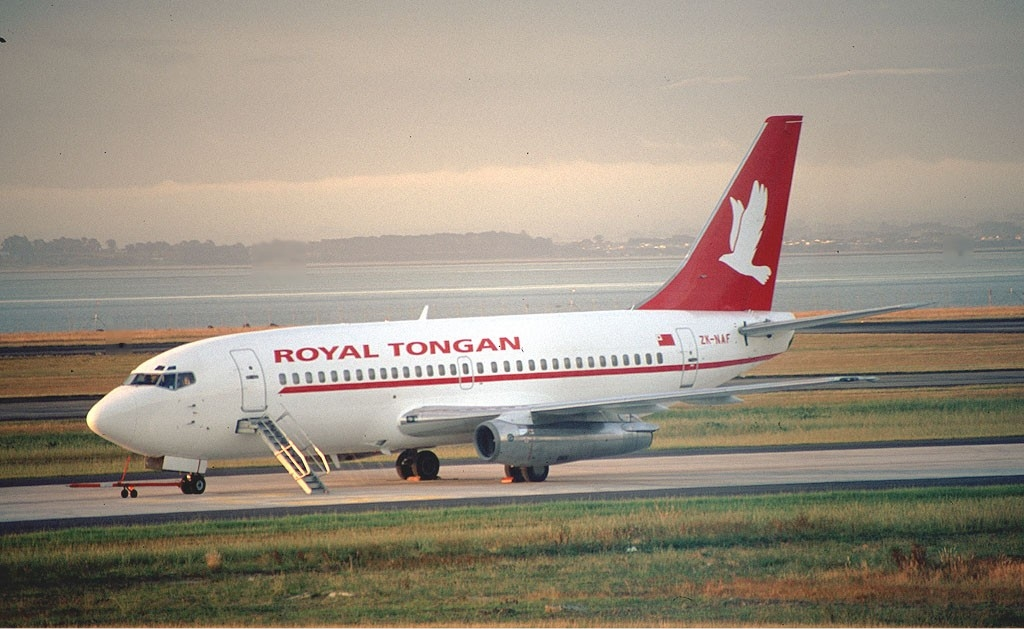
Boeing 737-200 společnosti Royal Tongan v roce 2000

Royal Tongan Airlines (česky: Tonžské královské aerolinie) byla národní letecká společnost Tongy, do likvidace roku 2004. Nástupnickou společností na domácích i mezinárodních linkách se stala Peau Vava'u.

## Historie

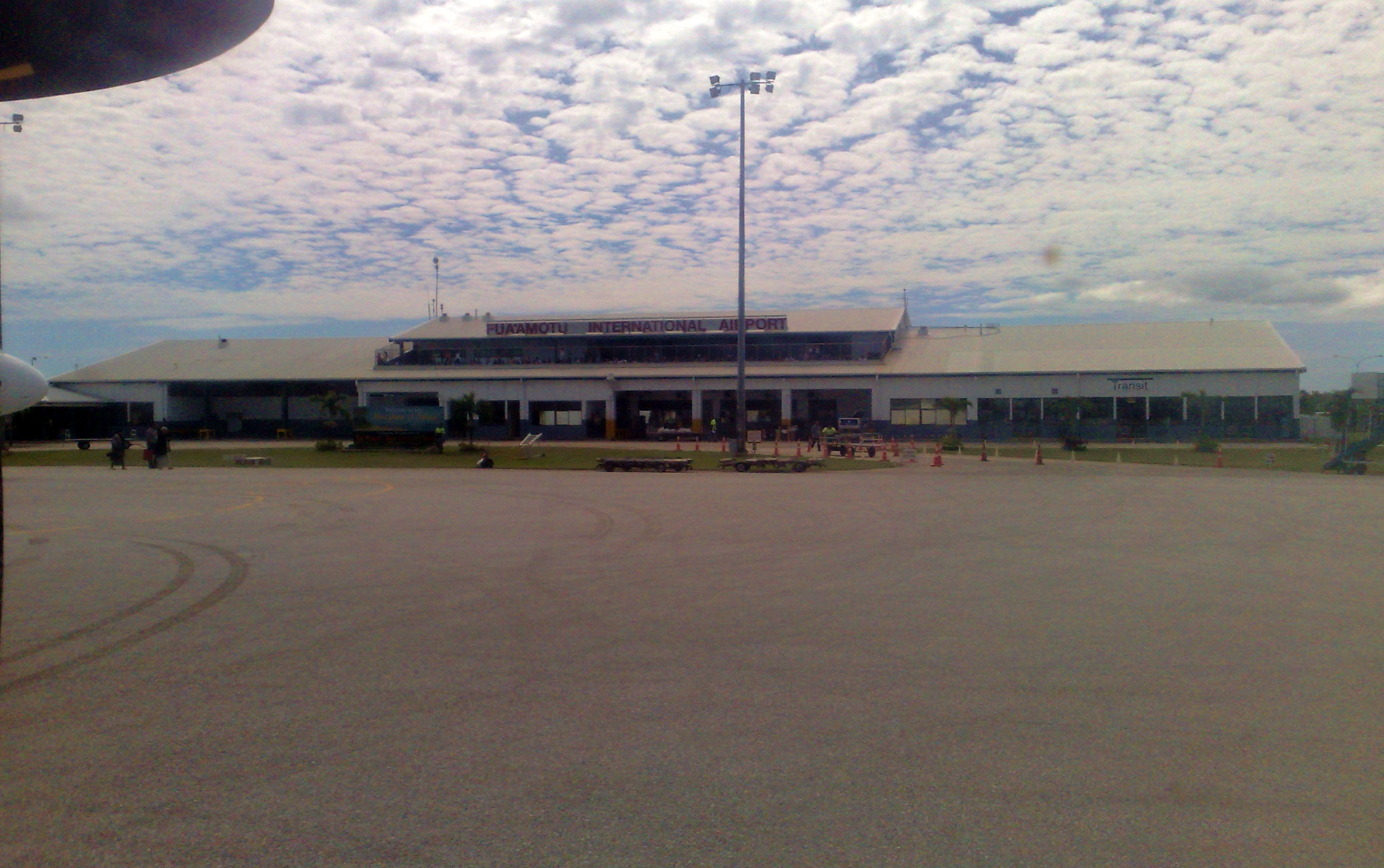
Mezinárodní letiště Fua'amotu - základna aerolinií

Royal Tongan Airlines byly založeny v roce 1985, kdy království zakoupilo malou skupinu letadel pro použití na vnitrostátních linkách. Dříve byly známé jako Friendly Islands Airlines (česky: Aerolinie Přátelských ostrovů) – tuto přezdívku dal ostrovům James Cook. V roce 1991 byl název změněn na Royal Tongan Airlines. V tomto roce začaly také mezinárodní lety.
23. dubna 2004 byly zastaveny mezinárodní lety, vnitrostátní lety byly ukončeny v květnu 2004. Národní letecká společnost byla uzavřena poté, co došly peníze na opravy letounů.

## Destinace

### Domácí
- Nuku'alofa – Letiště Fua'amotu
- 'Eua – Letiště 'Eua
- Vava'u – Letiště Vava'u
- Niua – Letiště Kuini Lavenia

### Mezinárodní
- Havaj, Honolulu – Letiště Honolulu
- USA
- Austrálie, Sydney – Letiště Sydney
- Nový Zéland, Auckland – Letiště Auckland
- Fidži, Nadi – Letiště Nadi
- Niue